# Lista de benzodiazepinas
As tabelas a seguir contêm uma lista de benzodiazepinas e seus análogos comumente prescritos, com suas características farmacológicas básicas, como meia-vida e doses equivalentes a outros benzodiazepínicos, juntamente com seus nomes comerciais e usos principais. A meia-vida de eliminação é o tempo que leva para metade do medicamento ser eliminado pelo corpo. Pico de ação refere-se a quando os níveis máximos da droga no sangue ocorrem após ingestão de uma determinada dose. Os benzodiazepínicos geralmente compartilham as mesmas propriedades farmacológicas, como efeitos ansiolíticos, sedativos, hipnóticos, relaxantes muscular, amnésicos e anticonvulsivantes. Pode haver variação na potência de certos efeitos entre os benzodiazepínicos individuais. Alguns benzodiazepínicos produzem metabólitos ativos. Os metabólitos ativos são produzidos após o corpo de uma pessoa metabolizar o medicamento em compostos que compartilham um perfil farmacológico semelhante ao composto original e, portanto, são relevantes para o cálculo de quanto tempo os efeitos de um medicamento irão durar. Os benzodiazepínicos de ação prolongada com metabólitos ativos de ação prolongada, como o diazepam e o clordiazepóxido, são freqüentemente prescritos para a abstinência de benzodiazepínicos ou do álcool, bem como para a ansiedade, se forem necessários níveis de dose constantes ao longo do dia. Os benzodiazepínicos de ação mais curta são frequentemente preferidos para insônia devido ao seu menor efeito de ressaca.

## Propriedades farmacocinéticas de vários benzodiazepínicos
Os dados da tabela abaixo são retirados da Tabela de Equivalência de Benzodiazepinas de Ashton.
| Nome do fármaco       | Nomes comerciais | Ano de aprovação (FDA) | Dosagem equivalente a 10mg de diazepam (mg) | Pico de ação (concentrações plasmáticas máximas, horas) | Meia-vida biológica dos metabólitos ativos (horas) | Uso(s) terapêutico                                                   |
| --------------------- | --- | --- | ------------------------------------------- | ------------------------------------------------------- | -------------------------------------------------- | -------------------------------------------------------------------- |
| Adinazolam            | Deracyn | Fármaco em fase de testes |                                             | 1–2                                                     | 3                                                  | ansiolítico                                                          |
| Alprazolam            | Frontal, Apraz, Xanax, Helex, Xanor, Trankimazin, Onax, Alprox, Misar, Restyl, Solanax, Tafil, Neurol, Frontin, Kalma, Ksalol  | 1981 | 0.5                                         | 1–2                                                     | 10–20                                              | ansiolítico                                                          |
| Bentazepam            | Thiadipona | |                                             | 1–3                                                     | 2–4                                                | ansiolítico                                                          |
| Bretazenil            | | |                                             |                                                         | 2.5                                                | ansiolítico, anticonvulsivo                                          |
| Bromazepam            | Lexotan, Lectopam, Lexaurin, Lexatin, Lexotanil, Bromam                                                                        | 1981 | 6                                           | 1–3                                                     | 20–40                                              | ansiolítico, hipnótico                                               |
| Bromazolam            | | Fármaco em fase de testes |                                             |                                                         |                                                    | ansiolítico                                                          |
| Brotizolam            | Lendormin, Dormex, Sintonal, Noctilan                                                                                          | |                                             | 0.5–2                                                   | 4–5                                                | hipnótico                                                            |
| Camazepam             | Albego, Limpidon, Paxor | |                                             | 0.5–2                                                   | 6–29                                               | ansiolítico                                                          |
| Clorodiazepóxido      | Librium, Risolid, Elenium | 1960 | 25                                          | 1.5–4                                                   | 5–200                                              | ansiolítico                                                          |
| Cinazepam             | Levana | |                                             | 2–4                                                     | 60                                                 | hipnótico, ansiolítico                                               |
| Cinolazepam           | Gerodorm | |                                             | 0.5–2                                                   | 9                                                  | hipnótico                                                            |
| Clobazam              | Urbanil, Onfi, Frisium | 2011 |                                             | 1–3                                                     | 8–60                                               | ansiolítico, anticonvulsivo                                          |
| Clonazepam            | Rivotril, Rivatril, Klonopin, Iktorivil, Paxam                                                                                 | 1975 | 0.5                                         | 1–4                                                     | 19.5–50                                            | anticonvulsivo, ansiolítico, relaxante muscular                      |
| Clonazolam            | | Fármaco em fase de testes | 0.2                                         | 0.5–1.5                                                 | 10–18                                              | ansiolítico, anticonvulsivo, hipnótico, relaxante muscular           |
| Clorazepato           | Tranxene, Tranxilium | 1972 | 20                                          |                                                         | 32–152                                             | ansiolítico, anticonvulsivo                                          |
| Clotiazepam           | Veratran, Clozan, Rize | |                                             | 1–3                                                     | 4                                                  | ansiolítico                                                          |
| Cloxazolam            | Sepazon, Olcadil | |                                             | 2–5                                                     | 80–105                                             | ansiolítico, anticonvulsivo                                          |
| Delorazepam           | Dadumir | |                                             | 1–2                                                     | 80–105                                             | ansiolítico, amnésico                                                |
| Descloroetizolam      | | Fármaco em fase de testes |                                             |                                                         |                                                    | ansiolítico                                                          |
| Diazepam              | Antenex, Apaurin, Apzepam, Apozepam, Diazepan, Hexalid, Normabel, Pax, Stesolid, Stedon, Tranquirit, Valium, Vival, Valaxona   | 1963 | 10                                          | 1–1.5                                                   | 32–205                                             | ansiolítico, anticonvulsivo, relaxante muscular, amnésia             |
| Diclazepam            | | Fármaco em fase de testes |                                             | 1.5–3                                                   | 42                                                 | ansiolítico, amnésico, anticonvulsivo, hipnótico, relaxante muscular |
| Estazolam             | ProSom, Nuctalon, Noctal | 1990 |                                             | 1–5                                                     | 10–31                                              | hipnótico, ansiolítico                                               |
| Carfluzepato de etilo | | Não aprovado |                                             | 1–5                                                     | 11–24                                              | hipnótico                                                            |
| Etizolam              | Etilaam, Etizest, Pasaden, Depas                                                                                               | Frequentemente vendido como medicamento em fase de testes, mas foi aprovado para uso humano em muitos países. Substância controlada em alguns estados dos Estados Unidos, no Canadá, Alemanha, Áustria e outros países | 1–2                                         | 1–2                                                     | 6                                                  | ansiolítico, hipnótico, amnésico, relaxante muscular, anticonvulsivo |
| Loflazepato de etilo  | Victan, Meilax, Ronlax | | 2                                           | 2.5–3                                                   | 73–119                                             | ansiolítico                                                          |
| Flualprazolam         | | Fármaco em fase de testes |                                             |                                                         |                                                    | hipnótico, ansiolítico                                               |
| Flubromazepam         | | Fármaco em fase de testes |                                             | 1.5–8                                                   | 100–220                                            | ansiolítico, hipnótico, amnésico, relaxante muscular, anticonvulsivo |
| Flubromazolam         | | Fármaco em fase de testes |                                             |                                                         |                                                    | hipnótico                                                            |
| Fluclotizolam         | | Fármaco em fase de testes |                                             |                                                         |                                                    | hipnótico                                                            |
| Flunitrazepam         | Rohypnol, Hipnosedon, Vulbegal, Fluscand, Flunipam, Ronal, Rohydorm, Hypnodorm                                                 | Não aprovado | 1                                           | 0.5–3                                                   | 18–200                                             | hipnótico                                                            |
| Flunitrazolam         | | Fármaco em fase de testes |                                             |                                                         |                                                    | hipnótico                                                            |
| Flurazepam            | Dalmadorm, Dalmane, Fluzepam                                                                                                   | 1970 | 15                                          | 1–1.5                                                   | 40–250                                             | hipnótico                                                            |
| Flutazolam            | Coreminal | |                                             |                                                         | 3.5                                                | hipnótico                                                            |
| Flutoprazepam         | Restas | Fármaco em fase de testes |                                             | 0.5–9                                                   | 60–90                                              | hipnótico, anticonvulsivo                                            |
| Halazepam             | Paxipam | 1981 | 20                                          | 1–3                                                     | 30–100                                             | ansiolítico                                                          |
| Ketazolam             | Anxon | Não aprovado | 20                                          | 2.5–3                                                   | 30–200                                             | ansiolítico                                                          |
| Loprazolam            | Dormonoct | | 1.5                                         | 0.5–4                                                   | 3–15                                               | hipnótico                                                            |
| Lorazepam             | Ativan, Orfidal, Lorenin, Lorsilan, Temesta, Tavor, Lorabenz                                                                   | 1977 | 1                                           | 2–4                                                     | 10–20                                              | ansiolítico, amnésico, anticonvulsivo, hipnótico, relaxante muscular |
| Lormetazepam          | Loramet, Noctamid, Pronoctan                                                                                                   | | 1                                           | 0.5–2                                                   | 10                                                 | hipnótico                                                            |
| Meclonazepam          | | Fármaco em fase de testes |                                             |                                                         |                                                    | ansiolítico                                                          |
| Medazepam             | Nobrium, Ansilan, Mezapam, Rudotel, Raporan                                                                                    | | 10                                          | 1–1.5                                                   | 36–200                                             | ansiolítico                                                          |
| Metizolam             | | Fármaco em fase de testes | 2–4                                         |                                                         | 12                                                 | ansiolítico, hipnótico, amnésico, relaxante muscular, anticonvulsivo |
| Mexazolam             | Melex, Sedoxil | |                                             | 1–2                                                     |                                                    | ansiolítico                                                          |
| Midazolam             | Dormicum, Versed, Hypnovel, Dormonid                                                                                           | 1985 | 10 (oral) 4 (intravenoso)                   | 0.5–1                                                   | 1.5–2.5                                            | hipnótico, anticonvulsivo, amnésico                                  |
| Nifoxipam             | | Fármaco em fase de testes |                                             |                                                         |                                                    | hipnótico                                                            |
| Nimetazepam           | Erimin | |                                             | 0.5–3                                                   | 14–30                                              | hipnótico                                                            |
| Nitemazepam           | | Fármaco em fase de testes |                                             |                                                         |                                                    |                                                                      |
| Nitrazepam            | Mogadon, Alodorm, Pacisyn, Dumolid, Nitrazadon                                                                                 | 1965 | 10                                          | 0.5–3                                                   | 17–48                                              | hipnótico, anticonvulsivo                                            |
| Nitrazolam            | | Fármaco em fase de testes |                                             |                                                         |                                                    | hipnótico                                                            |
| Nordazepam            | Madar, Stilny | |                                             |                                                         | 30–150                                             | ansiolítico                                                          |
| Norflurazepam         | | Fármaco em fase de testes |                                             |                                                         |                                                    | hipnótico                                                            |
| Oxazepam              | Seresta, Serax, Serenid, Serepax, Sobril, Oxabenz, Oxapax, Oxascand, Ox-Pam, Opamox, Alepam, Medopam, Murelax, Noripam, Purata | 1965 | 25                                          | 3–4                                                     | 4–11                                               | ansiolítico                                                          |
| Fenazepam             | Phenazepam, Phenzitat | Fármaco em fase de testes |                                             | 1.5–4                                                   | 60                                                 | ansiolítico, anticonvulsivo                                          |
| Pinazepam             | Domar | |                                             |                                                         | 40–100                                             | ansiolítico                                                          |
| Prazepam              | Lysanxia, Centrax | Não aprovado | 15                                          | 2–6                                                     | 36–200                                             | ansiolítico                                                          |
| Premazepam            | | Não aprovado |                                             | 2–6                                                     | 10–13                                              | ansiolítico                                                          |
| Pirazolam             | | Fármaco em fase de testes |                                             | 1–1.5                                                   | 16–18                                              | ansiolítico, amnésico                                                |
| Quazepam              | Doral | 1985 | 20                                          | 1–5                                                     | 39–120                                             | hipnótico                                                            |
| Rilmazafona           | Rhythmy | |                                             |                                                         | 11                                                 | hipnótico                                                            |
| Temazepam             | Restoril, Normison, Euhypnos, Temaze, Tenox                                                                                    | 1981 | 20                                          | 0.5–3                                                   | 4–11                                               | hipnótico, ansiolítico, relaxante muscular                           |
| Tetrazepam            | Myolastan | |                                             | 1–3                                                     | 3–26                                               | relaxante muscular                                                   |
| Triazolam             | Halcion, Rilamir | 1982 | 0.25                                        | 0.5–2                                                   | 2                                                  | hipnótico                                                            |
| Nome do fármaco       | Nomes comerciais | Ano de aprovação (FDA) | Dosagem equivalente a 10mg de diazepam (mg) | Pico de ação (concentrações plasmáticas máximas, horas) | Meia-vida biológica dos metabólitos ativos (horas) | Uso(s) terapêutico                                                   |

### Drogas Z e antídoto
| Nome do fármaco | Nomes comerciais comuns                                                              | Ano de aprovação (FDA) | Meia-vida de eliminação de metabólito ativo | Uso Terapêutico         |
| DMCM            |                                                                                      |                        |                                             | ansiogênico, convulsivo |
| Flumazenil      | Anexate, Lanexat, Mazicon, Romazicon                                                 |                        | 1                                           | antídoto                |
| Eszopiclona     | Lunesta                                                                              | 2004                   | 6                                           | hipnótico               |
| Zaleplon        | Sonata, Starnoc                                                                      | 1999                   | 1                                           | hipnótico               |
| Zolpidem        | Ambien, Nytamel, Sanval, Stilnoct, Stilnox, Sublinox, Xolnox, Zoldem, Zolnod         | 1992                   | 2.6                                         | hipnótico               |
| Zopiclona       | Imovane, Rhovane, Ximovan; Zileze; Zimoclone; Zimovane; Zopitan; Zorclone, Zopiklone |                        | 4-6                                         | hipnótico               |